# Kasztíliai Blanka francia királyné

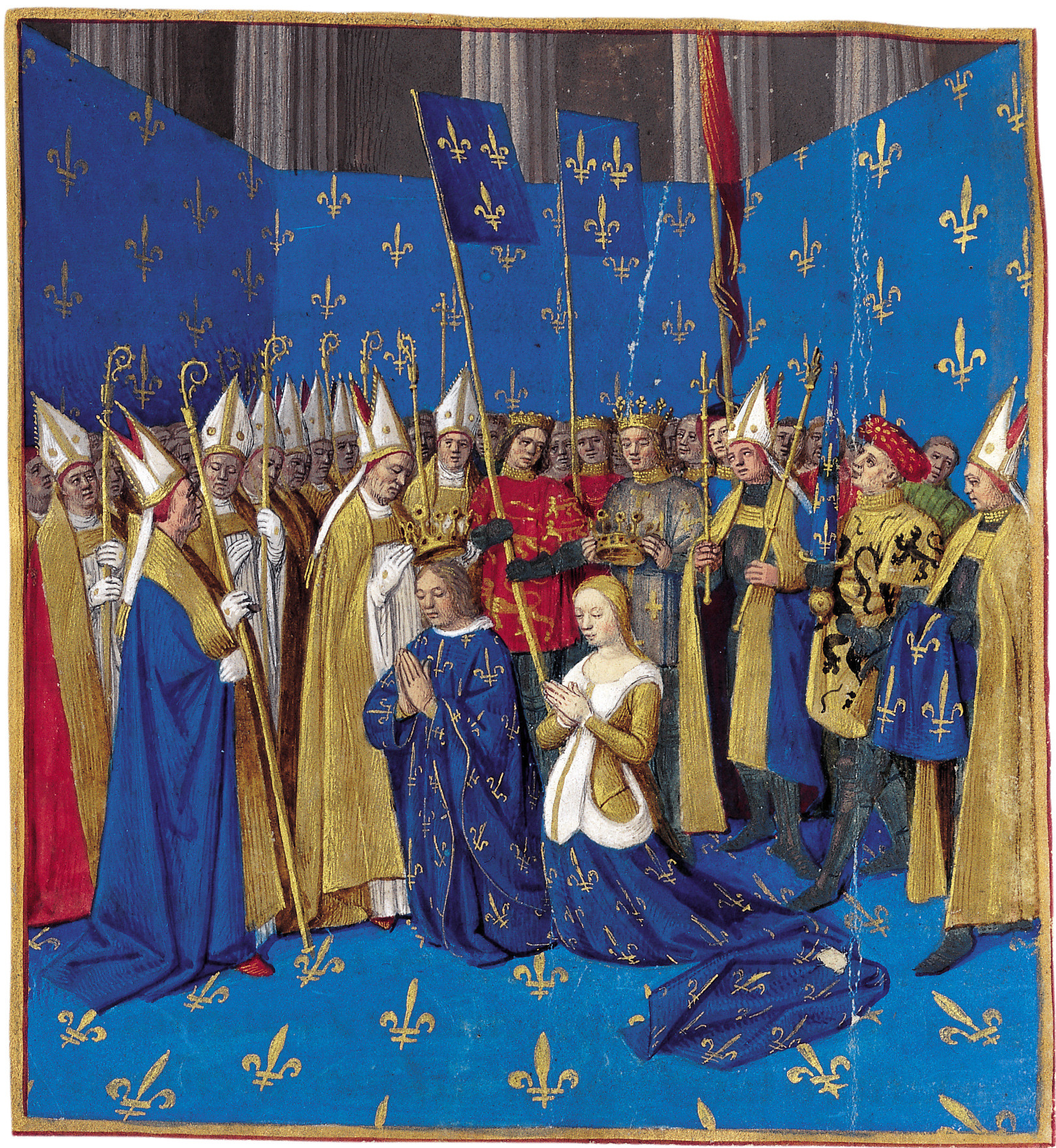
VIII. Lajos és Kasztíliai Blanka koronázása (15. századi ábrázolás)

Kasztíliai Blanka (Palencia, 1188. március 4. – Melun, 1252. november 27.) Franciaország királynéja és több alkalommal régense, VIII. Alfonz kasztíliai király és Eleonóra (1162–1214), II. Henrik angol király és Aquitániai Eleonóra unokája, VIII. (Oroszlán) Lajos francia uralkodó felesége, IX. (Szent) Lajos és Anjou Károly szicíliai, nápolyi, albán, akháj és névleges jeruzsálemi uralkodó édesanyja volt.

## Élete
Blanka 1200-ban ment feleségül a francia trónörököshöz annak megpecsételéseként, hogy május 22-én nagybátyja, János angol király  és II. Fülöp Ágost francia uralkodó a goulet-i szerződésben kiegyezett egymással Normandia, Bretagne, Évreux és Berry ügyében. Blanka nagy becsben állott az udvarnál, mivel tíznél is több gyermeket is szült férjének, akiket ráadásul szigorú vallásossággal nevelt.
Lajos 1226-os halálát követően a trónörökös, IX. Lajos még alig 12 éves volt, így Blanka magához ragadta a régensi hatalmat baillistre-i címmel. A központi hatalom gyengítését célzó, nemrég elvesztett előjogaiért harcoló, illetve valószínűleg a kormányzás női kézbe kerülését ellenző nemesi mozgalmat tehetséges diplomatája, Romano Frangipani bíboros és pápai legátus segítségével ügyesen megosztotta, aminek eredményeképpen 1229-ben a meaux–párizsi egyezményben Dél-Franciaország nagy részét Capeting kézbe vette. Blankának fia 1234-ben bekövetkezett nagykorúsága után is nagy beleszólása maradt az országlásba, sőt a később szentté avatott Lajos az 1248-ban induló VII. keresztes hadjárat kezdetén is rábízta az államügyeket.
Az ismét régensi hatalmat kapó Blankának nagy szerepe volt az 1250-ben egyiptomi fogságba esett fiai kiváltásában, illetve az ország szegényei, a „kis pásztorok” (pastoureaux) az adóemelések kiváltotta lázongásának leverésében 1251-ben. Kisebbik fiai, Alphonse de Poitiers és Charles d'Anjou hazatértét követően Melunbe vonult vissza, ahol nemsokára meg is halt.
Szépsége és bölcsessége legendás volt. IV. Theobald champagne-i gróf plátói szerelmet táplált a királyné iránt, és az e szerelem ihlette dalait és költeményeit troyes-i és provins-i kastélya falaira pingáltatta fel.

## Gyermekei
13 gyermekük közül mindössze kilencen érték meg az egyéves kort:
1. Fülöp (1209–1218)
2. Lajos (1214/1215. április 25.– 1270)
3. Róbert (1216–1250), Artois grófja
4. János (1219–1232) Anjou és Maine grófja
5. Alphonse (1220–1271) Poitiers és Toulouse grófja
6. Fülöp Dagobert (1222–1232)
7. Izabella (1225–1270), Longchamp apátnője
8. Károly (1227–1285. január 5.) a Szicíliai Királyság és a Nápolyi Királyság királya, Jeruzsálem névleges királya, Provence grófja